# 1302年法國三級會議
1302年法國三級會議是法國史上第一次召開的三級會議，當年腓力四世因向教會增稅問題與教宗波尼法爵八世發生衝突，並試圖確立其法王合法性，因而於1302年4月10日在巴黎聖母院召開會議，後取得「民眾的支持」，結果是王權的加強和教會實力的削弱。從此開啟法國數百年召開三級會議的傳統，直至法國大革命後才連同舊制度予以廢除。

## 延伸閱讀
- CAROLINE DECOSTER. . Parliaments, Estates and Representation. 2002, 22 (1): 17–36  [2021-05-11]. doi:10.1080/02606755.2002.9522140.
- Jacques Barzun. . Columbia University Press. 1932: 59  [2021-05-11]. doi:10.7312/barz93510-005. （原始内容存档于2021-05-13）.